# Delphinium potaninii
Delphinium potaninii är en ranunkelväxtart som beskrevs av Ernst Huth. Delphinium potaninii ingår i släktet storriddarsporrar, och familjen ranunkelväxter.

## Underarter
Arten delas in i följande underarter:
- D. p. bonvalotii
- D. p. jiufengshanense
- D. p. latibracteolatum